# Daniele Vocaturo
Daniele Vocaturo (* 16. Dezember 1989 in Rom) ist ein italienischer Schachspieler.
Er spielte für Italien bei sechs Schacholympiaden: 2006 (zweite Mannschaft) sowie 2010 bis 2018. Außerdem nahm er dreimal an den europäischen Mannschaftsmeisterschaften (2013 bis 2017) teil.
In Deutschland spielte er von 2014 bis 2019 für die Schachfreunde Berlin. Die belgische Interclubs gewann er 2012 mit Cercle des Echecs de Charleroi und 2019 mit Cercle d’Échecs Fontainois.
| Hier fehlt eine Grafik, die leider im Moment aus technischen Gründen nicht angezeigt werden kann. Wir arbeiten daran! |